# Le Portel
Le Portel ist eine französische Gemeinde mit 8824 Einwohnern (Stand: 1. Januar 2022) im Département Pas-de-Calais in der Region Hauts-de-France. Sie gehört zum Arrondissement Boulogne-sur-Mer und zum Kanton Boulogne-sur-Mer-2. Die Einwohner heißen Portelois.

## Geografie
Le Portel liegt an der Opalküste. Umgeben wird Le Portel von den Nachbargemeinden Boulogne-sur-Mer im Norden, Outreau im Osten und Südosten, Équihen-Plage im Süden. 

## Geschichte
Bevor die Gemeinde als Le Portel (deutsch: kleiner Hafen) ihren Namen bekam, war sie in den Aufzeichnungen (so 858) als Turbodinghem (Haus des Turbod) bekannt. 

## Sehenswürdigkeiten

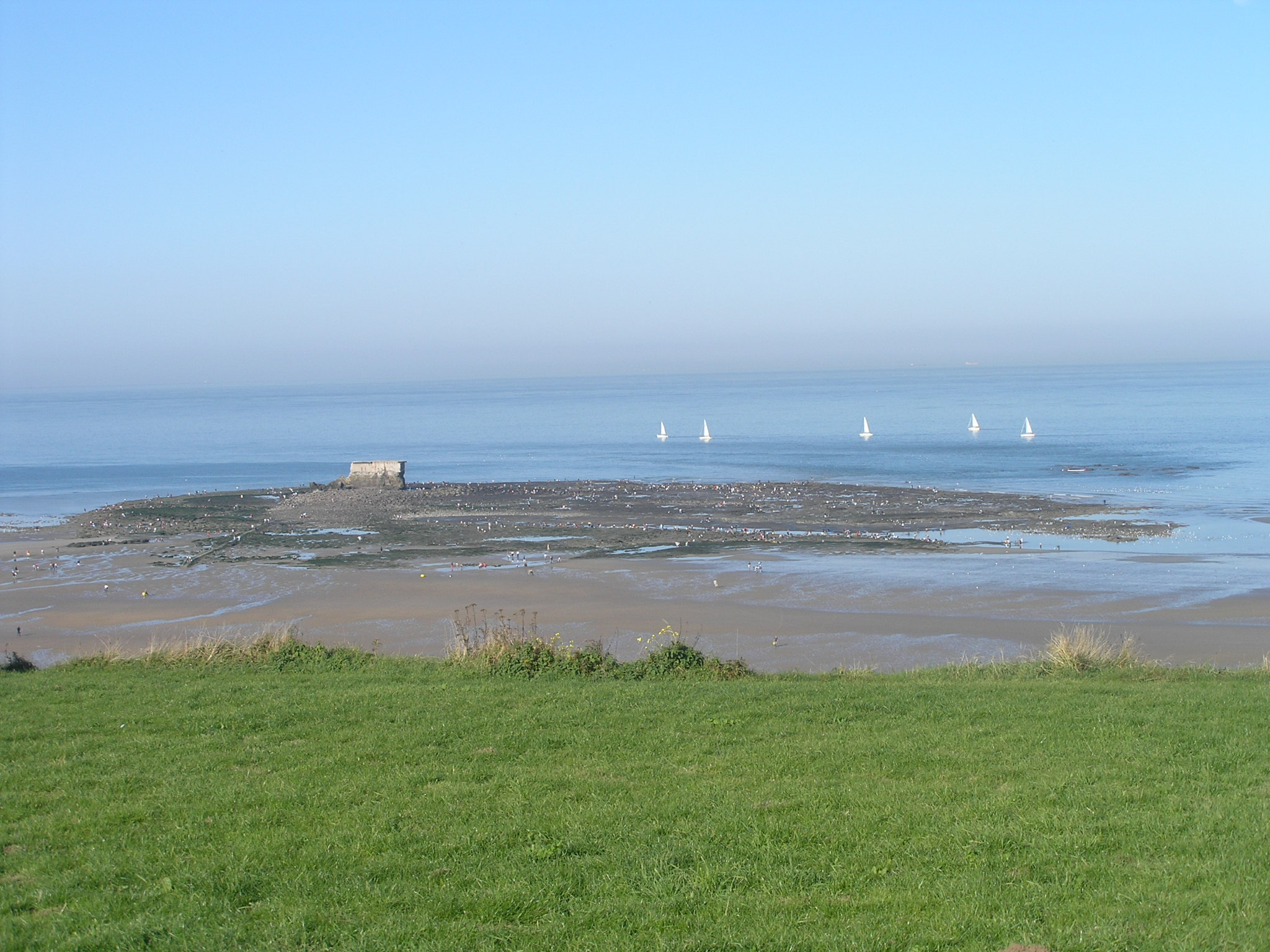
Fort de l’Heure

- Festungsruine Fort de l’Heurt (errichtet 1803–1805)

- Fort d’Alprech
- Fort de Couppes
- Fort du Mur de l’Atlantique

## Persönlichkeiten
- Rémy-Louis Leprêtre OFM (1878–1961), Erzbischof und Diplomat
- Alfred Desenclos (1912–1971), Komponist und Pianist
- Lucien Leduc (1918–2004), Fußballspieler und -trainer
- Christian Muselet (* 1952), Radrennfahrer
- Éric Dewilder (* 1964), Fußballtrainer

## Gemeindepartnerschaften
Le Portel unterhält Partnerschaften mit folgenden Gemeinden:
- Portel-des-Corbières, Département Aude, Frankreich
- Stockelsdorf, Schleswig-Holstein, Deutschland
- Kawara, Burkina Faso